# Monte Groppo Rosso
Der Monte Groppo Rosso ist ein 1593 m s.l.m. hoher Berg im Ligurischen Apennin. Er befindet sich in der norditalienischen Metropolitanstadt Genua, an der Grenze zur Provinz Piacenza der Region Emilia-Romagna. Die ligurische Seite des Berges gehört zum Naturpark Aveto.
Vom Gipfel des Monte Groppo Rosso hat man eine gute Sicht auf das umliegende Apenningebirge, das Val d’Aveto und die Po-Ebene.